# 社頭斗山祠
社頭斗山祠位於臺灣彰化縣社頭鄉，於民國90年（2001年）12月13日公告為歷史建築，後來在民國104年（2015年）4月22日改公告為縣定古蹟。該建築為蕭姓家族宗祠，為福建省漳州府南靖縣書洋山蕭滿泰派下子孫所創建。
社頭鄉另有其他蕭氏宗祠，其中社頭蕭氏大宗祠為芳遠堂，祭祀蕭姓書山派、斗山派與湧山派共同的先祖蕭積玉。

## 沿革
社頭斗山祠是蕭滿泰派下子孫所創建，其後人約在乾隆年間來臺，於嘉慶年間在埤斗一帶建屋定居，而此座家祠則於光緒六年（1880年）時興建。日治時期昭和九年（1934年）斗山祠有傾圮之虞，於是其管理人蕭老曾、蕭樹只、蕭瑞卿等人提議重修，而在家族成員集資之下，在該年春天動工，同年11月完工。
二次大戰後，斗山祠在民國60年（1971年）進行局部重修，過水廊改為鋼筋混擬土。之後在民國75年（1986年）因為韋恩颱風導致門廳屋頂受損，屋瓦遂換成水泥屋瓦，後來在民國88年（1999年）的九二一大地震時又再次受損。之後蕭氏家族於民國91年（2002年）6月30日成立斗山祠祭祀公業管理委員會，並推選蕭世裕擔任管理人，積極投入重建事宜。而後斗山祠在民國92年（2003年）2月進行修復，政府出資四千餘萬，該工程於民國94年（2005年）10月28日完工。

## 建築
斗山祠的建築格局是兩進一院雙護龍，其第一進是面寬三開間的門廳，有著燕尾脊屋頂，第二進則是祠堂，供奉祖先牌位，於元月十二日與冬至祭祖。兩旁護龍之間有著小門，屋頂為歇山頂。
祠內保有昭和年間重修時的作品，如獅座木雕與「對場作」的彩繪。而其門廳正門上的太監造型門神則是民國九十五年（2006年）2月聘請李亦興所繪，而門神手捧官帽與梅花鹿，象徵了「加官晉祿」。